# Solaster dawsoni

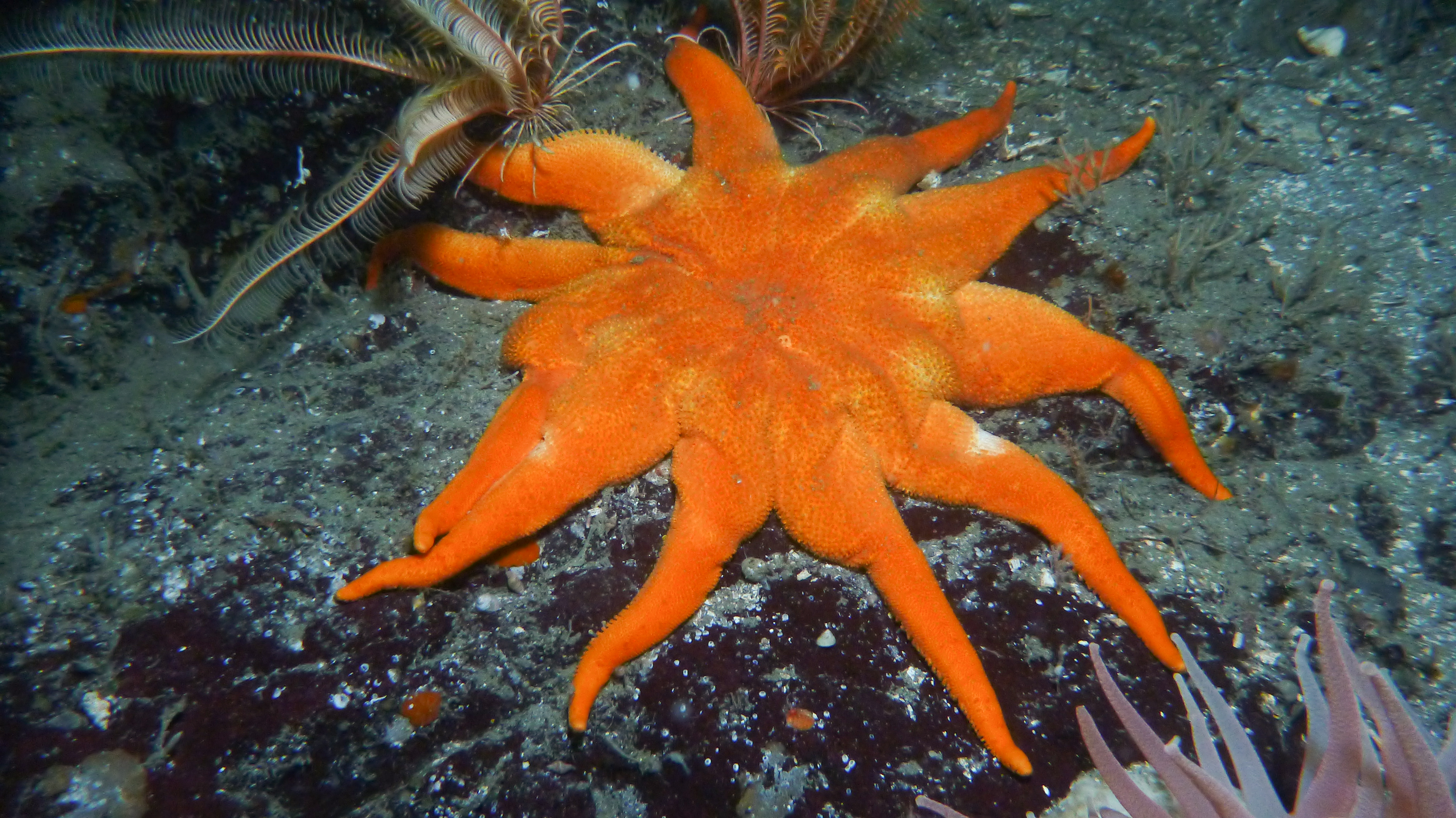
Hình ảnh của Solaster dawsoni.

Solaster dawsoni là tên của một loài sao biển nằm trong họ Solasteridae. Người ta phát hiện chúng ở vùng phía bắc của Thái Bình Dương. Nó có hai phân loài:
- S. d. arcticus Verrill, 1914
- S. d. dawsoni Verrill, 1880

## Mô tả
Loài này có một cái "đĩa" trung tâm lớn, có từ 8 đến 13 cánh (thông thường là 11 hoặc 12), thon và thường nhọn. Mặt trên thì nhẵn, màu sắc của nó thường là đỏ, cam, xám, nâu nhạt và thi thoảng còn có những mảng màu nhạt. Khi trưởng thành, loài này sẽ đạt kích thước khoảng 40 cm.

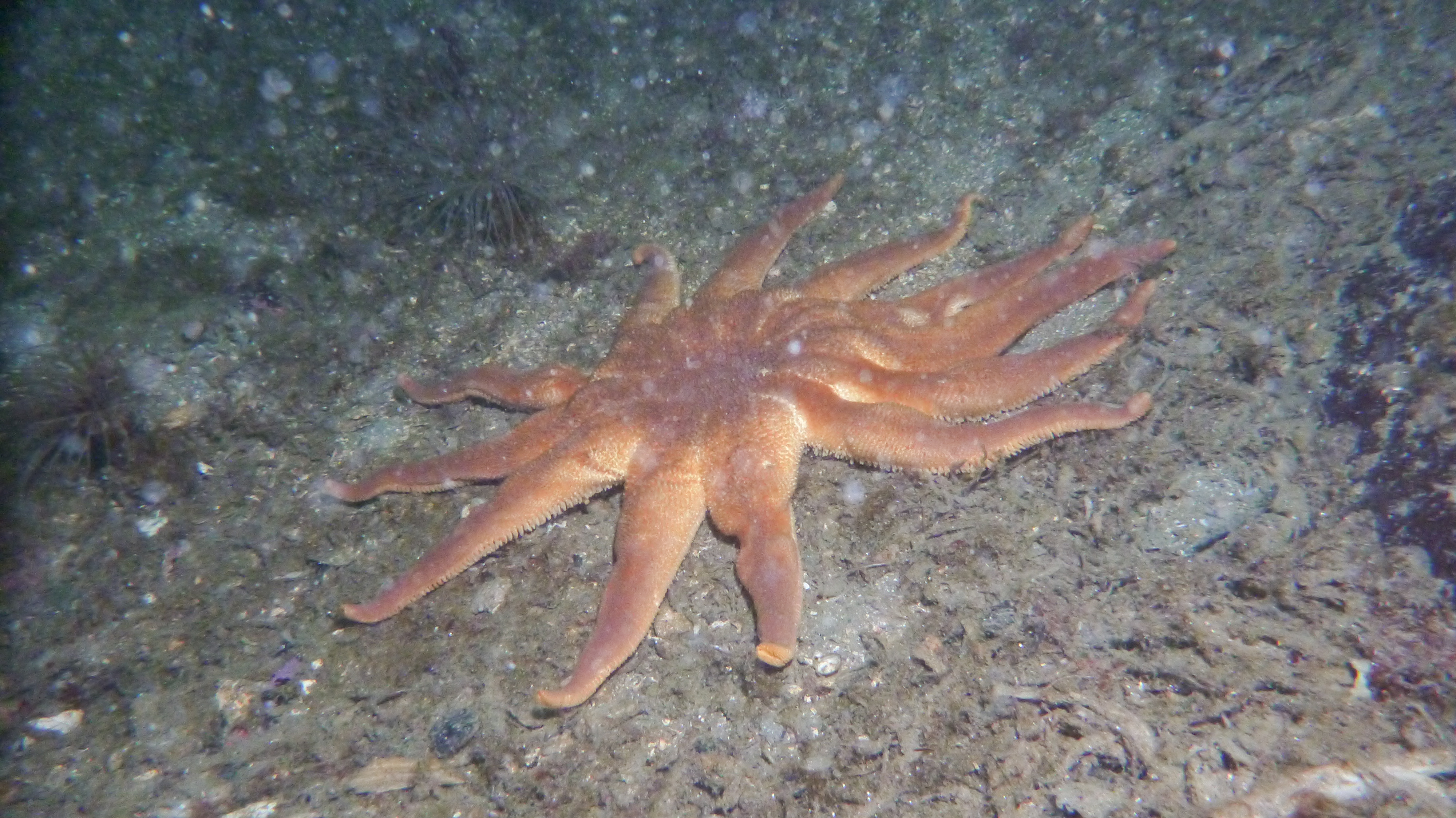
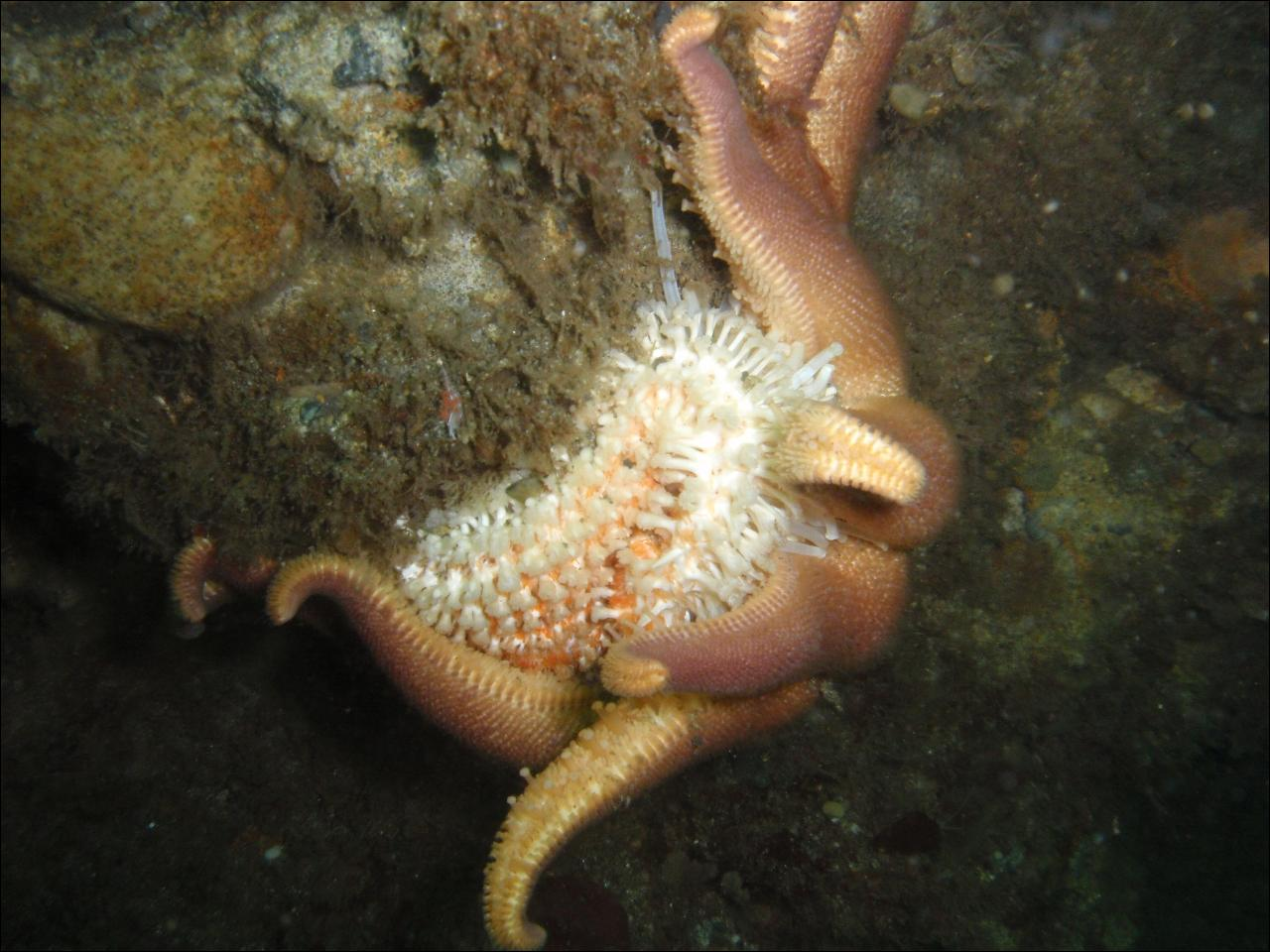
Khi đang ăn.

## Phân bố
Solaster dawsoni sinh sống ở phía bắc Thái Bình Dương ở độ sâu khoảng 420 mét. Khu vực phân bố của nó là từ Nhật Bản, Trung Quốc, Siberia đến Bắc Mỹ (chỉ đến California). Người ta thấy chúng thường sinh sống ở vùng đáy biển nhiều đá, tuy vậy, đôi khi người ta còn thấy chúng ở nhiều vùng đáy biển khác nữa.

## Hành vi
Loài này là loài săn mồi và thức ăn chủ yếu của nó là các loài sao biển khác. Nhiều loài thường chạy đi khi bắt đầu bị nó tấn công. Ở British Columbia, thức ăn chủ yếu của loài này là loài sao biển tên là Dermasterias imbricata vì nó di chuyển khá chậm. Trái với các loài khác đều bỏ chạy, Stylasterias forreri và Orthasterias koehleri sẽ tấn công lại. Chúng có nhiều cơ quan giống như cái càng (các nhà nghiên cứu gọi là chân kìm nhỏ) và dùng nó để cuộn Solaster dawsoni lại. Sau đó, Solaster dawsoni sẽ tấn công lại và chúng cũng bỏ chạy. Nhưng khi gặp Pteraster tesselatus, nó thường thất bại. Bởi vì Pteraster tesselatus sẽ tự thổi căng mặt trên của nó lên để nó khó bị Solaster dawsoni cuộn lại, đồng thời tiết ra dịch nhầy chứa độc tố. Tuy vậy, Pycnopodia helianthoides không cần thổi phồng cơ thể lên cũng đã có kích thước to hơn, nhưng nó cũng chạy đi khi bị tấn công. Trong trường hợp bị bắt, Solaster dawsoni sẽ bỏ lại một cánh của nó để trốn thoát giống như rắn mối. Nó còn ăn hải sâm và các loài động vật thân mềm, thậm chí nó còn ăn thịt đồng loại.
Mùa sinh sản của nó khoảng từ tháng 3 đến tháng 6, tuyến sinh dục của nó sẽ phóng ra trứng và tinh trùng, hai loại tế bào này sẽ gặp nhau khi nổi trên mặt nước. Ấu trùng của chúng không cần ăn vì nó có noãn hoàng lớn. Trong giai đoạn ấu trùng, nó trôi theo các dòng chảy như động vật phù du, sau đó, nó chìm xuống đáy biển rồi trải qua giai đoạn biến thái hoàn toàn để trở thành sao biển non.
Năm 2013, nó là đối tượng chính của đại dịch sao biển.